# Jean Dabry
Jean Dabry, né le 8 décembre 1901 à Avignon et décédé le 5 juillet 1990 à Montmorency est un aviateur français de l'Aéropostale puis commandant de bord chez Air France. Il repose au cimetière de Montmorency.

## Biographie
D'abord officier au long cours, il entre à l'Aéropostale dès 1928 comme navigateur. Deux ans plus tard, le 12 avril 1930, avec Jean Mermoz comme pilote et Léopold Gimié à la radio, il participe au record de distance en circuit fermé sur un hydravion à flotteurs Latécoère 28 équipé d'un moteur Hispano-Suiza de 600 chevaux : 4 345 km couverts en 30h25 de vol. 
Les 12 et 13 mai 1930, le même équipage effectue la première traversée postale de l'Atlantique Sud sur l'hydravion Laté 28 "Comte de la Vaulx" à moteur Hispano-Suiza de 600 CV, de Saint-Louis du Sénégal à Natal, soit quelque 3 200 kilomètres. 130 kilos de courrier seront ainsi acheminés. Au cours de ce voyage, le record de la distance en ligne droite pour hydravions et le record de la rapidité postale seront battus, couvrant la distance en 20 heures et 15 minutes.  
Il entre à Air France en 1936, comme commandant de bord, où il fait plus de 540 traversées de l'Atlantique Nord avant de rejoindre la direction générale de la compagnie. Il quitte Air France en 1957 avec 16 000 heures de vol[réf. nécessaire].
Un immeuble d'habitation lui rend hommage dans le XVe arrondissement de Paris. 

## Ouvrage
- Jean Dabry, Gaston Vedel et Amicale des pionniers des lignes aériennes Latécoère-aéropostale, L'Aéropostale : l'histoire, les hommes : à Toulouse, terre d'envol, Castres, J. Gasc, 1983

## Décorations
- Commandeur de la Légion d'Honneur
- Grand-croix de l'ordre national du Mérite
- Médaille de l'Aéronautique